# Roxy Sternberg
Roxy "Raquel" Sternberg (Londen, 20 april 1989) is een Amerikaanse actrice.

## Filmografie
- FBI: Most Wanted, 2020–2025, Sheryll Barnes
- FBI, 2019–2023, Sheryll Barnes
- Absentia, 2019, Erica Lyle
- The Athena, 2019, Tamara Yorke
- Mars, 2018, Jen Carson
- Famalam, 2018, onbekend
- Zapped, 2017, Helena
- Into the Badlands, 2017, Ravel
- Emerald City, 2017, Elizabeth
- Siblings, 2016, Amy
- Chewing Gum, 2015, Meisha
- Guitar Hero Live, 2015, vrouw
- Mount Pleasant, 2014, Caroline
- Badults, 2013-2014, Giff
- The Seventeenth Kind, 2014, Kate
- Law & Order: UK, 2013-2014, Alice Edwards
- The Tunnel, 2013, journaliste
- It's a Lot, 2013, Chrissy
- PhoneShop, 2013, Monique
- The Writer's Circle, 2012, Alexandra
- Pini, 2012, Cassandra
- Meeting Place, 2012, Olu